# Jim Fall
Jim Fall (nacido el 13 de diciembre de 1962) es un director de cine y televisión y productor estadounidense. Es más conocido por ser el director de Trick (1999) y The Lizzie McGuire Movie (2003).

## Carrera
El debut como director de Fall fue en la película independiente de 1999 de temática homosexual Trick, la cual fue escogida por Fine Line Features para ser distribuida por Norteamérica poco después de su proyección en el Festival de Cine de Sundance, donde fue nominada al Gran Premio del Jurado. La película también ganó el Especial del Jurado de Siegessäule del Premio Teddy en el Festival Internacional de Cine de Berlín y el Premio del Comité de Programación Especial por Talento Emergente Sobresaliente del Outfest.
En 2003, Fall dirigió la película de Disney The Lizzie McGuire Movie. Más tarde, dirigió películas para televisión como Wedding Wars (2006) y películas con temática navideña como Holiday Engagement (2011), Holly's Holiday (2012) y Kristin's Christmas Past (2013). Los premiados cortometrajes de Fall He Touched Me y Love is Deaf, Dumb and Blind se emitieron en USA Network y Nickelodeon.
Los créditos en televisión de Fall incluyen episodios de Grosse Pointe (2000) ySo NoTORIous (2006). También ha hecho carrera en el teatro, dirigiendo un gran número de producciones teatrales en Nueva York.
Fall es exalumno de la Universidad de Temple y de la Escuela de Artes Tish de la Universidad de Nueva York University.

## Vida personal
Fall es abiertamente gay. En 2006, se casó con su entonces novio en el set de Halifax, Nueva Escocia de Wedding Wars.

## Filmografía
| Año  | Título                   | Notas                                                     |
| ---- | ------------------------ | --------------------------------------------------------- |
| 1999 | Trick                    | Película independiente                                    |
| 2000 | Grosse Pointe            | Serie de televisión/Episodio: "Puppet Master"             |
| 2000 | Damaged Goods            | Piloto de serie de televisión                             |
| 2003 | The Lizzie McGuire Movie | Largometraje                                              |
| 2006 | So NoTORIous             | Serie de televisión/Episodios: "Street" y "Accommodating" |
| 2006 | Wedding Wars             | Película para TV                                          |
| 2011 | Holiday Engagement       | Película para TV                                          |
| 2012 | Holly's Holiday          | Película para TV                                          |
| 2013 | Kristin's Christmas Past | Película para TV                                          |